# Marienkirche (Owen)

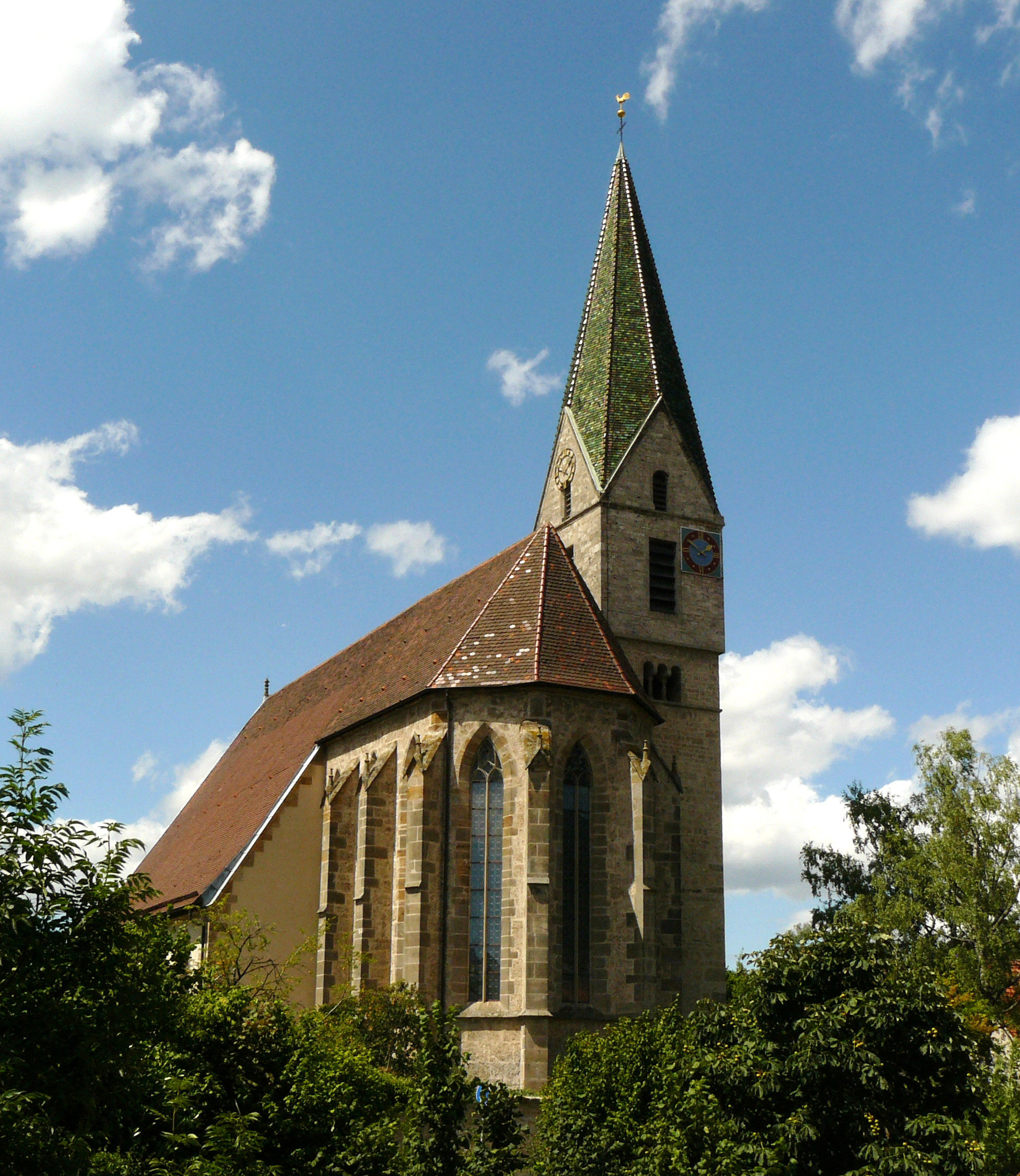
Marienkirche Owen

Die Marienkirche ist eine gotische Kirche in Owen im Landkreis Esslingen in Baden-Württemberg. Die Kirche war einst die Grablege der Herzöge von Teck, wurde im Zweiten Weltkrieg schwer beschädigt und anschließend wiederaufgebaut.

## Geschichte
Eine erste Kirche am Platz der heutigen Marienkirche entstand vermutlich zur Zeit der fränkischen Landnahme. Die Kirche wurde wohl verschiedentlich erweitert und wurde zur Grablege der Herzöge von Teck, die auf der Burg Teck oberhalb des Ortes ihren Sitz hatten. Neben der Marienkirche bestanden im hohen Mittelalter in Owen noch zwei weitere Kirchen, die jeweils Petrus geweiht waren: eine am Marktplatz, die andere als Klosterkirche im Bereich des heutigen Friedhofs.
Die frühe Baugeschichte der Marienkirche ist weitgehend unbekannt. Von dem romanischen Vorgängerbauwerk ist in einem Meter Tiefe unter Bodenniveau noch der alte Fußboden erhalten, auch der Chorseitenturm bis oberhalb der Klangarkaden datiert noch in romanische Zeit. Ihre heutige Gestalt erhielt die Kirche im Wesentlichen im späten 14. Jahrhundert im Stil der Gotik. Was den Ausschlag dafür gab, die Grablege der Herzöge umfassend auszubauen, wenige Jahre bevor diese ihr Stammland um die Teck an Württemberg verkaufen mussten, ist unbekannt. Die Erhöhung des Bodenniveaus und die hohen Umfassungsmauern legen eine Konzeptionierung des Neubaus als Wehrkirche nahe.
Im Zuge der Reformation in Württemberg wurde die Kirche in der ersten Hälfte des 16. Jahrhunderts evangelisch. Verschiedene Baumaßnahmen des späten 16. Jahrhunderts verdeutlichen die Wandlung der Kirche zu einer Predigtkirche: 1566 wurde eine Kanzel in der Kirche befestigt, 1579/80 wurden im Zuge einer Renovierung die Altäre entfernt und Emporen eingezogen. Die Renovierung jener Zeit könnte durch Heinrich Schickhardt erfolgt sein, der um 1580 das Schloss Mössingen erbaut hat, dessen Besitzer mit einem Owener Bürger verwandt war. 1620 wurde der Chor renoviert und ausgemalt. Im Dreißigjährigen Krieg floh der Owener Pfarrer Wölflin nach Nürtingen, wo er mit der Bibel in der Hand ermordet wurde. Diese Bibel wurde als Nürtinger Blutbibel bekannt.
1685 wurde eine Orgel auf dem zweiten Stock der Empore aufgestellt. 1745 musste der Turmaufbau erneuert werden. Statt eines Steinaufbaus erhielt der Turm dabei einen Fachwerkaufsatz. 1756 wurden durch Blitzschlag verursachte Schäden an Turm und Chor ausgebessert. 1824 wurden die Emporen vergrößert, dabei wurde auch die Kanzel an den Chorbogen versetzt. In den nachfolgenden Jahrzehnten herrschte vor allem wegen Hungersnöten bittere Armut in Owen, so dass weitere nötige Renovierungen der Kirche unterblieben. Der Verein für Kunst in Ulm und Oberschwaben wandte sich darum im Mai 1851 an König Wilhelm I. mit der Bitte, eine dringend benötigte Sanierung zu finanzieren. Der König sagte 6000 Gulden aus der Hofkasse sowie die persönliche Übernahme eventueller weiterer Kosten zu. Von Januar bis September 1852 wurde die Kirche umfassend renoviert. Dabei wurden unter anderem der im Schiff stehende Altar abgebrochen, ein Taufstein aufgestellt, ein neuer Dachstuhl über dem Chor errichtet, eine Innentrepe zur Empore (anstelle einer verwitterten Außentreppe) eingebaut, ein neuer Fußboden verlegt, der Chorboden abgesenkt und die Fassade überarbeitet.
Im Jahr 1893 wurde ein Dankaltar für das gute Erntejahr 1892 im Chor aufgestellt. 1896 wurde eine Heizung in die Kirche eingebaut. 1898 brach ein Teil der Decke in sich zusammen, worauf sich eine erneute umfangreiche Renovierung der Kirche anschloss. 1903 war das Turmoberteil in renovierungsbedürftigem Zustand, morsche Balken wurden ersetzt und der Turm wurde neu mit Kupfer gedeckt. 1920 wurde die Kirche an das Elektrizitätsnetz angeschlossen.
Bei einem amerikanischen Luftangriff am 21. April 1945 setzte ein Brandgeschoss die Turmspitze in Brand. Der Turm brannte vollständig aus. Das Kirchenschiff blieb bis auf einen Granateinschlag im Dach vorläufig unversehrt. Am 29. April geriet der Turm, vermutlich durch einen nicht vollständig gelöschten Glutrest, erneut in Flammen. Das Feuer griff auf das Dach des Hauptschiffs über, das brennend über dem Hauptschiff zusammenstürzte, wobei weite Teile der Innenausstattung der Kirche zerstört wurden.
Der Wiederaufbau der Kirche zog sich über sieben Jahre hin. Wegen des Materialmangels konnten 1945 nur Aufräumarbeiten und eine notdürftige Abdeckung der Kirche geleistet werden. Von Herbst 1946 bis Frühjahr 1947 wurden die Dächer erneuert, anschließend wurden neue Emporen eingezogen, die Kirche neu vergipst und danach eine neue Orgel, neue Kanzel und Taufstein sowie Bänke eingebaut. Am 3. Advent 1949 wurde das Kirchenschiff wiedereingeweiht. Im Herbst 1951 wurden drei bei Kutz in Stuttgart gegossene Glocken in Owen in Empfang genommen, außerdem traf erstes Baumaterial für den Wiederaufbau des Turms ein. Der Turmaufbau wurde von März bis Juli 1952 aus Tuffstein neu aufgemauert, am 25. August 1952 wurden die Glocken aufgezogen und mit der Glockenweihe am 7. September 1952 war der Wiederaufbau der Kirche abgeschlossen.
In der zweiten Hälfte des 20. Jahrhunderts fanden weitere Renovierungen der Kirche statt. 1976/77 wurden statische Mängel am Kirchenschiff, insbesondere am Westgiebel, behoben und verwitterte Stellen der Chormauer erneuert. Da insbesondere auch die Mittelrippen der gotischen Fenster zu erneuern waren, wurden in diesem Zuge auch neue Chorfenster beschafft, die von Gerhard Dreher gestaltet wurden. 1981 musste das Turmdach saniert werden, nachdem herabstürzende Gratziegel das Chordach durchschlagen hatten. In den Jahren von 1982 bis 1988 schlossen sich zahlreiche weitere Sanierungsmaßnahmen an, bei denen auch vielfach der Mangelwirtschaft der Nachkriegsjahre geschuldete Mängel aus der Zeit des Wiederaufbaus behoben wurden. Dabei wurde das Kircheninnere auch neu verputzt und neu gestrichen.

## Beschreibung
Die Marienkirche ist eine dreischiffige Pseudobasilika mit nach Osten ausgerichtetem Chor. Sie hat ein hohes Mittelschiff, das von zwei niedrigen Seitenschiffen flankiert wird. Alle Schiffe werden von einem gemeinsamen Dach überspannt. Die Mauern des Innenschiffs werden von zwei Säulenreihen mit je drei Rund- und zwei Halbsäulen getragen. Das Mittelschiff ist von einer flachen Holzdecke überspannt, die Seitenschiffe haben schräge Decken. Mit ihren Seitenschiffen bis an die Dachschrägen und den Seitenwänden niedriger als die Arkaden ist der Querschnitt der Marienkirche für Deutschland ungewöhnlich, aber in England und Frankreich gibt es zahlreiche derartige Pseudobasiliken. Nach Osten hin ist das Mittelschiff mit einem hohen Chorbogen zum gotischen Chor geöffnet, der hohe Spitzbogenfenster mit Maßwerk sowie ein feingliedriges Kreuzrippengewölbe aufweist. Nördlich an den Chor ist der Kirchturm angebaut, der im Untergeschoss noch romanische Züge aus dem 12. Jahrhundert hat, dessen obere Hälfte jedoch in ihrer heutigen Form erst nach den Zerstörungen im Zweiten Weltkrieg errichtet wurde. Im Westen sowie in den Seitenschiffen sind Emporen eingezogen, auf der Westempore befindet sich die Orgel der Kirche. Am Westgiebel ist außen über dem Portal eine Marienstatue aus der Zeit der Erbauung des Kirchenschiffs angebracht.
Die baulichen Charakteristika sowie einige Inschriften lassen die Datierung des Kirchenschiffs auf das späte 14. Jahrhundert zu. An einer der Säulen ist das erhabene Brustbild und der Name des Funk Spett erhalten, der zwischen 1373 und 1383 in Owen nachgewiesen ist. Das Brustbild wurde gemeinsam mit der Säule erschaffen.

## Ausstattung

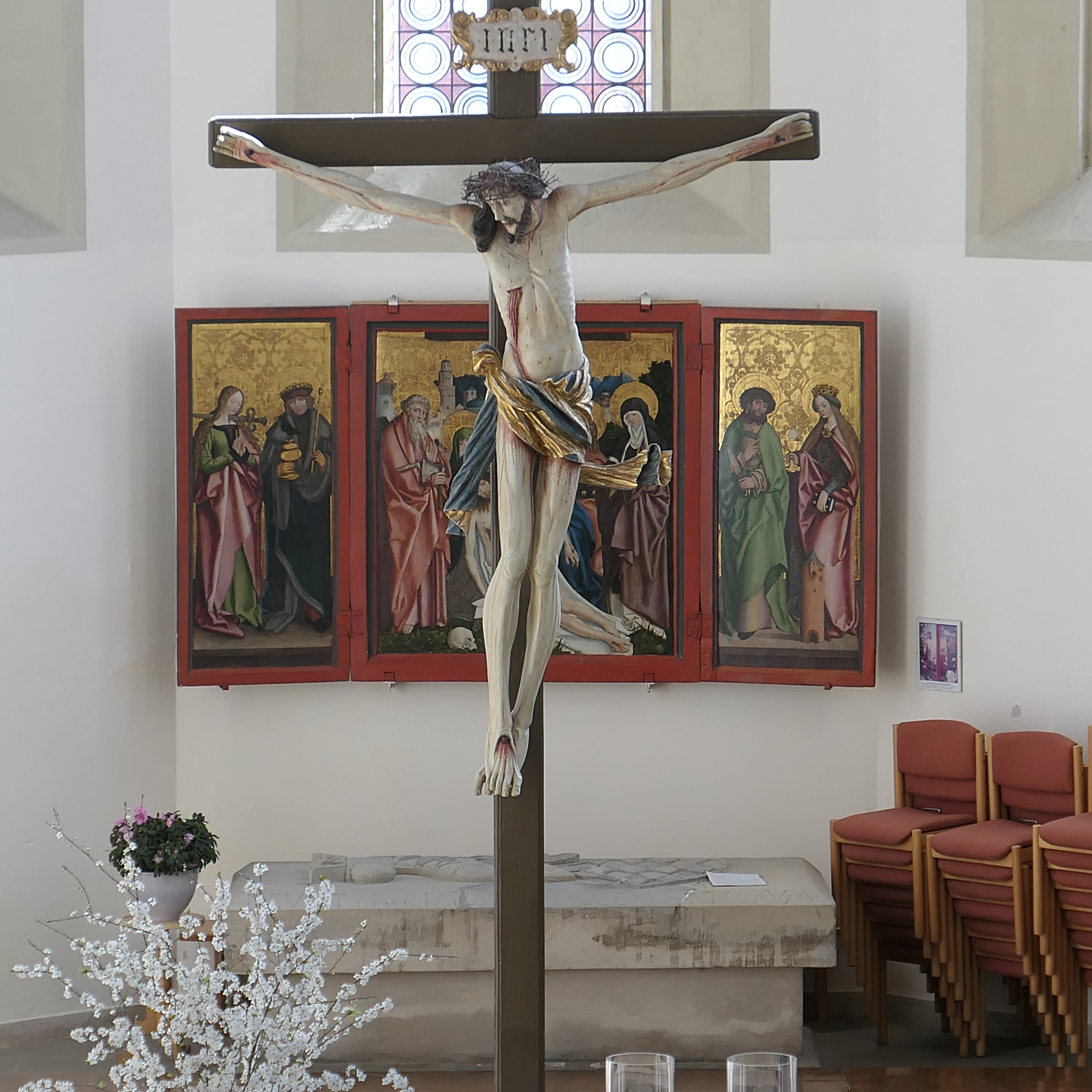
Chor mit Kreuz, Altar, Grabplatte

Der Altar der Kirche wurde um 1500 von Konrad Weiß bemalt. Der Mittelschrein zeigt die Kreuzabnahme, auf dem linken Flügel sind die Heiligen Lucia und Oswald zu sehen, auf dem rechten Flügel Barbara und der Jünger Bartholomäus. Das große Kruzifix im Chor stammt aus dem 17. Jahrhundert. Von etwa 1850 bis 1920 hatte man es zeitweise nicht mehr für zeitgemäß befunden und nicht mehr aufgestellt gehabt.
An der Nordwand des Chores befindet sich ein um 1570 entstandenes Epitaph für Konrad Barner, den ersten evangelischen Pfarrer der Gemeinde. An der Südseite befindet sich eine Gedenktafel für den 1559 im Taufbuch erwähnten Amtmann Joachim Bayer.
Im Hintergrund des Chors befindet sich die Grabplatte Konrads II. von Teck († 1292). Gemäß der Inschrift der Platte lagen darunter auch weitere Herzöge von Teck begraben. Im Chor befinden sich weitere historische Grabplatten. Exponiert aufgestellt ist die der Katharina von Janowitz geb. von Schilling (1575–1611), fünf weitere Platten sind in den Chorboden eingearbeitet.

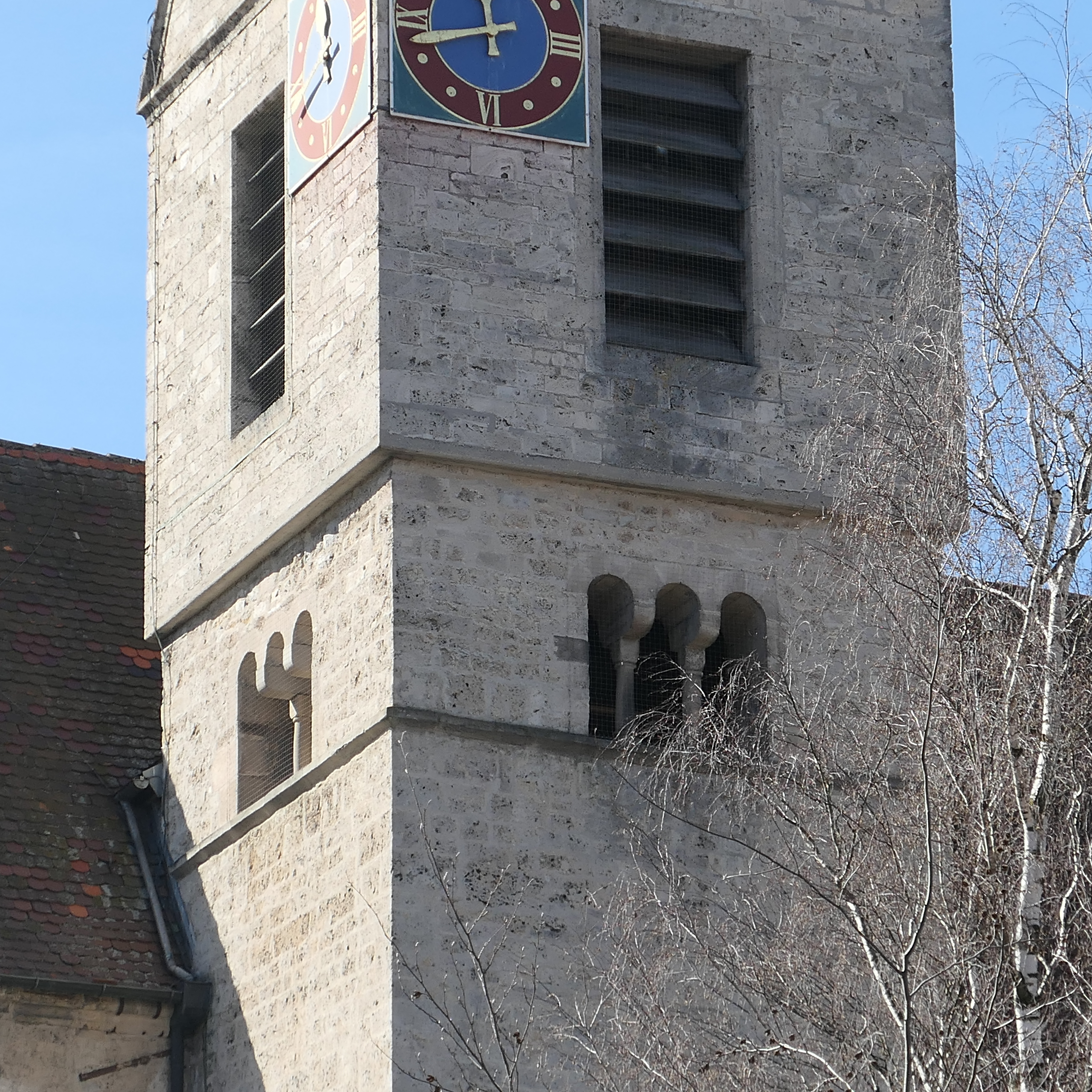
Schallarkaden Triforien mit Würfelkapitell
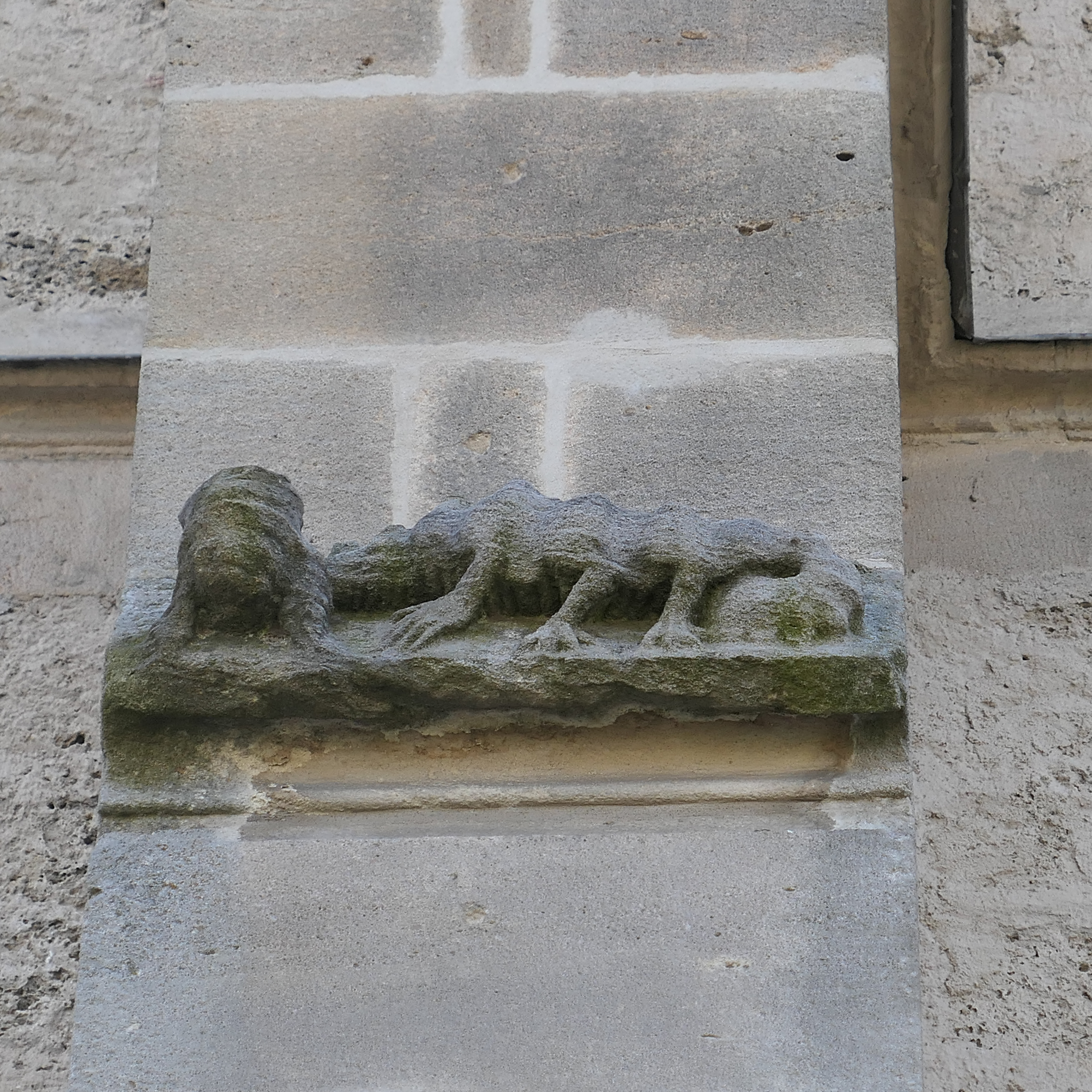
Westfassade Tierfigur romanisch
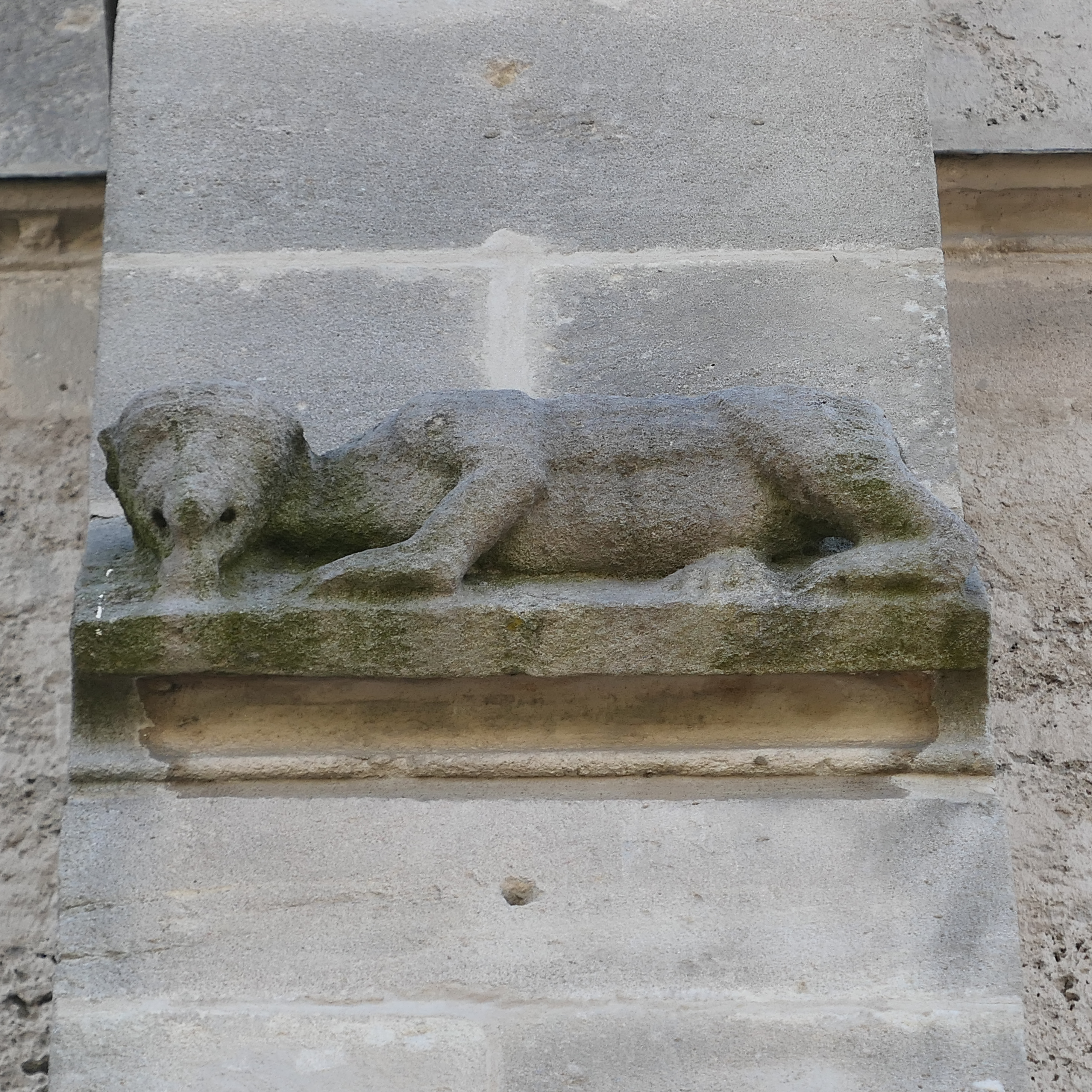
Westfassade figürliche Plastik
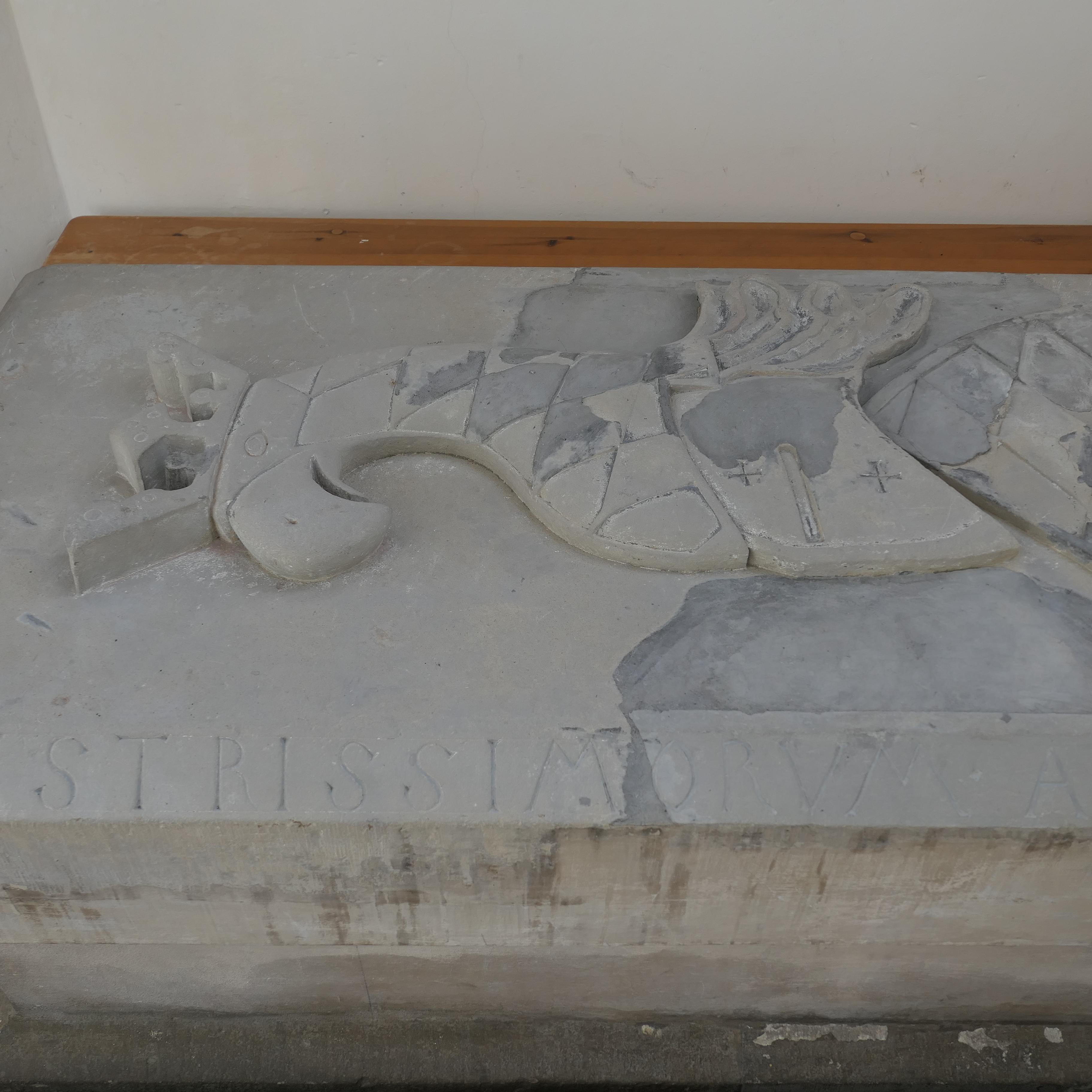
Sarkophag von Teck

## Orgel

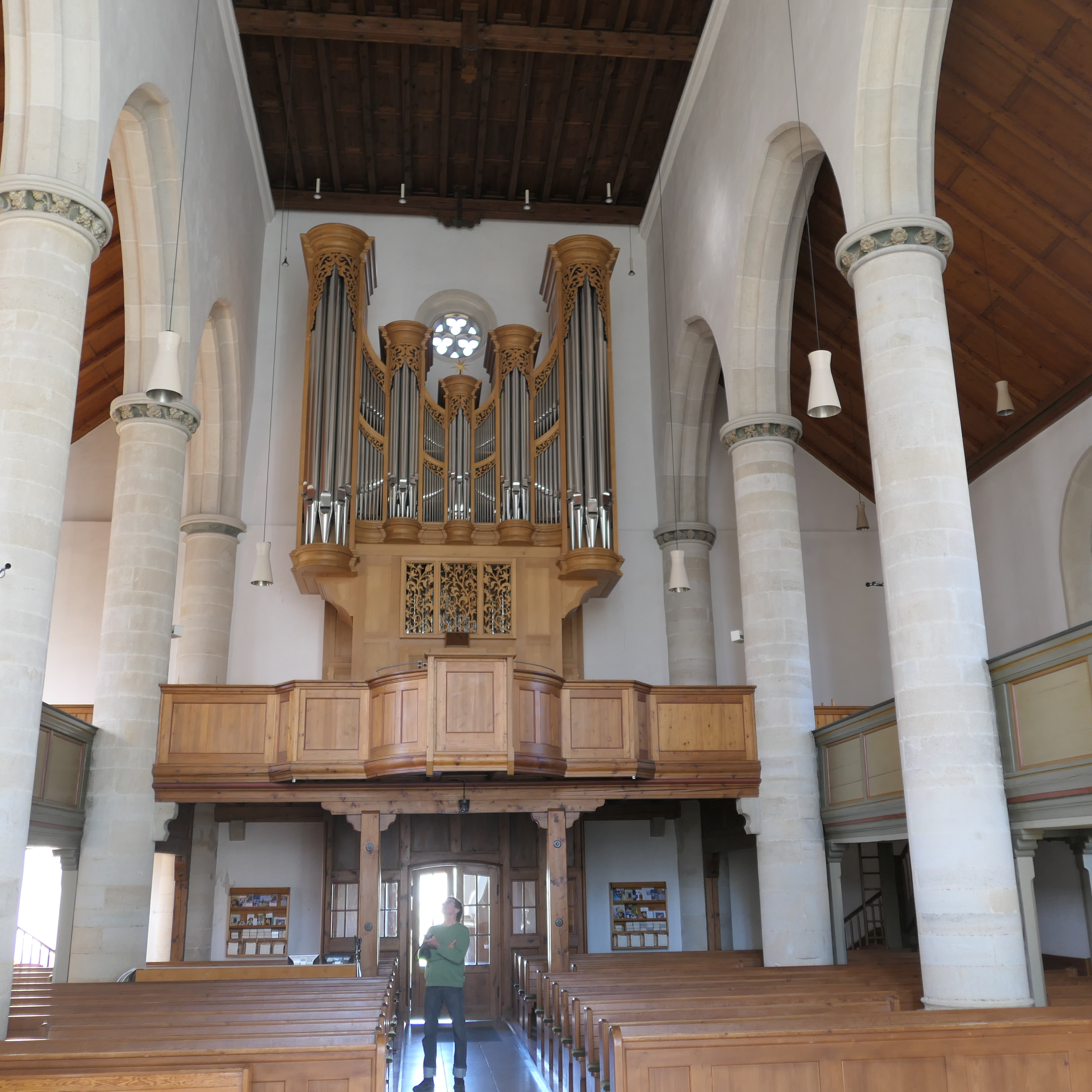
Die Mühleisen-Orgel

Die erste Orgel wurde 1685 mit 9 Registern auf einem Manual und Pedal erbaut. 1855 erwarb die Gemeinde ein gebrauchtes Instrument, das von dem Orgelbauer Weigle mit 13 Registern auf zwei Manualen und Pedal erbaut worden war. Dieses Instrument wurde mehrfach erweitert, fiel aber 1945 dem Kirchenbrand zum Opfer.
In den Jahren 1946 bis 1949 erbaute die Orgelbaufirma E.F. Walcker & Cie. (Ludwigsburg) eine neue Orgel nach Plänen von Walter Supper. Das Instrument hatte 26 Register auf zwei Manualen und Pedal, erwies sich aber bereits 1985 als sehr störanfällig, so dass man anlässlich der Renovierung von 1985 einen Neubau durch die Orgelbaufirma Mühleisen (Leonberg) in Auftrag gab. Die Orgel hat 30 Register (1998 Pfeifen) auf zwei Manualen und Pedal. Die Spiel- und Registertrakturen sind mechanisch.
| I Hauptwerk C–g3 |           |       |
| 1.               | Principal | 16′   |
| 2.               | Principal | 8′    |
| 3.               | Gamba     | 8′    |
| 4.               | Bourdon   | 8′    |
| 5.               | Octave    | 4′    |
| 6.               | Flöte     | 4′    |
| 7.               | Quinte    | 2 ⁄3′ |
| 8.               | Octave    | 2′    |
| 9.               | Cornet V  | 8′    |
| 10.              | Mixtur V  | 2′    |
| 11.              | Trompete  | 8′    |

| II Schwellwerk C–g3 |              |        |
| 12.                 | Holzgedackt  | 8′     |
| 13.                 | Salicional   | 8′     |
| 14.                 | Voix célèste | 8′     |
| 15.                 | Principal    | 4′     |
| 16.                 | Rohrflöte    | 4′     |
| 17.                 | Principal    | 2′     |
| 18.                 | Nazard       | 2 ⁄3′  |
| 19.                 | Terz         | 1 3⁄5′ |
| 20.                 | Quinte       | 1 ⁄3′  |
| 21.                 | Mixtur IV    | 1 ⁄3′  |
| 22.                 | Cromorne     | 8′     |
|                     | Tremulant    |        |

| Pedal C–f1 |               |       |
| 23.        | Holzprincipal | 16′   |
| 24.        | Subbass       | 16′   |
| 25.        | Principal     | 8′    |
| 26.        | Cello         | 8′    |
| 27.        | Octave        | 4′    |
| 28.        | Mixtur        | 2 ⁄3′ |
| 29.        | Posaune       | 16′   |
| 30.        | Trompete      | 8′    |

- Koppeln: II/I, I/P, II/P

## Glocken
Das Geläut der Marienkirche besteht aus fünf Glocken. Die älteste Glocke ist die Stundenglocke von 1472, die den vollen Stundenschlag läutet, auf den Ton e‘ gestimmt ist und etwa 1300 kg wiegt. 1951 kamen drei neue Glocken hinzu: die Taufglocke schlägt die Viertelstunden, ist auf h‘ gestimmt und wiegt 296 kg, die Vaterunserglocke erklingt um 11 und 15 Uhr, ist auf gis‘ gestimmt und wiegt 507 kg, die Betglocke hat den Schlagton fis‘ und wiegt 742 kg. Im Jahr 1957 wurde das Geläut um die 1766 kg schwere und auf cis‘ gestimmte Totenglocke ergänzt.
Übersicht
| Glocke | Name             | Gussjahr | Gewicht | Schlagton | Aufschrift                                                                            |
| ------ | ---------------- | -------- | ------- | --------- | ------------------------------------------------------------------------------------- |
| 1      | Totenglocke      | 1957     | 1766 kg | cis′      | Ich bin nicht gekommen, daß ich die Welt richte, sondern daß ich die Welt selig mache |
| 2      | Stundenglocke    | 1472     | 1300 kg | e′        | lucas + marcas + matheus + iohannes + anno + domini + mcccclxxii + iar +              |
| 3      | Betglocke        | 1951     | 0742 kg | fis′      | Ehre sei Gott in der Höhe                                                             |
| 4      | Vaterunserglocke | 1951     | 0507 kg | gis′      | Friede auf Erden                                                                      |
| 5      | Taufglocke       | 1951     | 0296 kg | h′        | Den Menschen ein Wohlgefallen                                                         |